# Parthenocissus
Parthenocissus  es un género de plantas trepadoras de la familia Vitaceae. Comprende una decena de especies aceptadas, distribuidas de Asia a Norteamérica, varias de ellas utilizadas como ornamentales.
Las especies de Parthenocissus son fuente de alimentación por larvas de algunas especies de mariposas (Lepidoptera), como por ejemplo, Euproctis chrysorrhoea y Naenia typica.

## Taxonomía
Parthenocissus fue creado y descrito  por Jules Émile Planchon y publicado en Monographiae Phanerogamarum, vol. 5(2), p. 448, en el año 1887.
Etimología
- Parthenocissus: compuesto por los vocablos griegos παγΘένος, virgen y χισσός, hiedra; o sea 'hierdra virgen', que el autor mismo interpreta como 'viña virgen' (vigne vierge).

## Especies aceptadas
- Parthenocissus chinensis C.L. Li
- Parthenocissus dalzielii Gagnep.
- Parthenocissus feddei (H. Lév.) C.L. Li
- Parthenocissus henryana(Hemsl.) Graebn. ex Diels & Gilg - China
- Parthenocissus heterophylla (Blume) Merr. - China, Taiwán
- Parthenocissus hirsuta Small
- Parthenocissus inserta (A.Kern.) Fritsch
- Parthenocissus laetevirens Rehder
- Parthenocissus quinquefolia (L.) Planch. - este de Norteamérica
- Parthenocissus semicordata (Wall.) Planch. - Himalaya
- Parthenocissus suberosa Hand.-Mazz.
- Parthenocissus tricuspidata (Siebold & Zucc.) Planch. - «Enamorada del muro», este de Asia
- Parthenocissus vicaryana (Kurz) H.B. Naithani	[1]